# Campionati europei di pattinaggio di velocità 2022
I campionati europei di pattinaggio di velocità 2022 sono stati la 116ª edizione della manifestazione. Si sono svolti dal 7 al 9 gennaio 2022 presso il Thialf di Heerenveen, nei Paesi Bassi.

## Podi

### Uomini
| Evento                  | Oro                                       | Punti      | Argento                                                          | Punti   | Bronzo                                            | Punti   |
| 500 m (dettagli)        | Piotr Michalski                           | 34.60      | Merijn Scheperkamp                                               | 34.61   | Dai Dai N'tab                                     | 34.76   |
| 1000 m (dettagli)       | Thomas Krol                               | 1:07.77    | Kjeld Nuis                                                       | 1:07.86 | Kai Verbij                                        | 1:07.94 |
| 1500 m (dettagli)       | Kjeld Nuis                                | 1:43.60    | Thomas Krol                                                      | 1:43.91 | Allan Dahl Johansson                              | 1:44.16 |
| 5000 m (dettagli)       | Patrick Roest                             | 6:11.54    | Jorrit Bergsma                                                   | 6:13.47 | Hallgeir Engebråten                               | 6:13.67 |
| Team pursuit (dettagli) | Marcel Bosker Sven Kramer Patrick Roest   | 3:37.97 TR | Hallgeir Engebråten Allan Dahl Johansson Sverre Lunde Pedersen   | 3:38.92 | Davide Ghiotto Andrea Giovannini Michele Malfatti | 3:43.41 |
| Team sprint (dettagli)  | Merijn Scheperkamp Tijmen Snel Kai Verbij | 1:19.71    | Håvard Holmefjord Lorentzen Bjørn Magnussen Henrik Fagerli Rukke | 1:19.83 | Marek Kania Piotr Michalski Damian Żurek          | 1:20.54 |
| Mass start (dettagli)   | Bart Swings                               | 61 pts     | Livio Wenger                                                     | 40 pts  | Ruslan Zakharov                                   | 20 pts  |

### Donne
| Evento                  | Oro                                          | Punti      | Argento                                                   | Punti   | Bronzo                                                 | Punti   |
| 500 m (dettagli)        | Femke Kok                                    | 37.32      | Angelina Golikova                                         | 37.43   | Daria Kachanova                                        | 37.58   |
| 1000 m (dettagli)       | Jutta Leerdam                                | 1:13.60    | Femke Kok                                                 | 1:14.80 | Daria Kachanova                                        | 1:14.94 |
| 1500 m (dettagli)       | Antoinette de Jong                           | 1:53.81    | Ireen Wüst                                                | 1:54.08 | Francesca Lollobrigida                                 | 1:54.50 |
| 3000 m (dettagli)       | Irene Schouten                               | 3:56.62    | Antoinette de Jong                                        | 3:59.79 | Francesca Lollobrigida                                 | 4:00.61 |
| Team pursuit (dettagli) | Antoinette de Jong Irene Schouten Ireen Wüst | 2:54.12 TR | Marit Fjellanger Bøhm Sofie Karoline Haugen Ragne Wiklund | 2:58.54 | Elizaveta Golubeva Evgeniia Lalenkova Natalya Voronina | 2:59.32 |
| Team sprint (dettagli)  | Karolina Bosiek Andżelika Wójcik Kaja Ziomek | 1:27.26    | Hanna Nifantava Ekaterina Sloeva Yauheniya Varabyova      | 1:31.18 | Ane By Farstad Martine Ripsrud Julie Nistad Samsonsen  | 1:31.43 |
| Mass start (dettagli)   | Irene Schouten                               | 60 pts     | Marijke Groenewoud                                        | 42 pts  | Elizaveta Golubeva                                     | 20 pts  |

## Medagliere
| Posizione | Paese       | Oro | Argento | Bronzo | Totale |
| --------- | ----------- | --- | ------- | ------ | ------ |
| 1         | Paesi Bassi | 11  | 8       | 2      | 21     |
| 2         | Polonia     | 2   | 0       | 1      | 3      |
| 3         | Belgio      | 1   | 0       | 0      | 1      |
| 4         | Norvegia    | 0   | 3       | 3      | 6      |
| 5         | Russia      | 0   | 1       | 5      | 6      |
| 6         | Bielorussia | 0   | 1       | 0      | 1      |
| 6         | Svizzera    | 0   | 1       | 0      | 1      |
| 8         | Italia      | 0   | 0       | 3      | 3      |
|           | Totale      | 14  | 14      | 14     | 42     |